# Bleu-Blanc-Rouge
Pour les articles homonymes, voir Bleu Blanc Rouge.
Bleu-Blanc-Rouge est le premier roman écrit par l’auteur congolais Alain Mabanckou en 1998 et publié par Présence africaine.

## Résumé
Le roman est divisé en quatre parties : « Ouverture », « Le Pays », « Paris » et « Fermeture ».
Dans l’ouverture, le narrateur, Massala-Massala, semble occuper une cellule dans un centre de détention. Il est perdu dans ses pensées et ses sentiments confus et cherche à reconstituer l’ordre chronologique de sa vie.
Au début de la partie intitulée « Le Pays », Massala-Massala se retrouve à Pointe Noire au Congo. Moki, son ami, habite maintenant à Paris d’où il envoie de l’argent et des cadeaux à sa famille.. La vie de la famille change à cause des dons que Moki fait à sa famille. Quand Moki rentre en visite de Paris, sa famille organise une fête avec toute la famille et les amis pour faire l’accueil à leur fils qui est maintenant leur fils « parisien ». Moki ramène des cadeaux et raconte des histoires de sa vie de «Parisien ». Tous ceux qui l’entourent sont hypnotisés par ses histoires, même si son langage est drôlement complexe un « vrai français », ils sont tous ravis de l’écouter. 
Cinq mois après le retour de Moki en France, il envoie une lettre à Massala-Massala et lui dit d'obtenir un visa de touriste. Du coup, le narrateur fait de son mieux pour obtenir non seulement un visa de touriste mais aussi un passeport pour quitter le Congo en direction de Paris. Quelques mois avant le départ du narrateur, celui-ci apprend qu'Adeline, une femme avec qui il avait eu des rapports sexuels, est enceinte. Ainsi, le narrateur devient père. Moki et Massala-Massala prennent l’avion pour Paris le dimanche 14 octobre. Toute la famille, même Adeline, passe à l’aéroport souhaiter un bon voyage au narrateur. 
La deuxième partie du roman se déroule quelques mois après l’arrivée de Massala-Massala à Paris. On retrouve un narrateur déprimé, confronté à la réalité de la situation des immigrants africains en France. Cette situation s’oppose directement à son rêve « bleu-blanc-rouge » qu’il entretenait jadis. Il habite dans le quatorzième arrondissement, rue du Moulin-Vert, dans un immeuble voué à la démolition, dans une petite chambre avec de nombreux clandestins qui travaillent toute la journée. Quand il confronte Moki, il apprend qu’il faut entretenir l’illusion de richesse et de bonheur chez la famille et les amis dans le pays d'origine.
Bientôt le narrateur rencontre les amis clandestins de Moki : Benos, Boulou, Soté, et, finalement, Préfet. Préfet obtient des papiers pour Massala-Massala et, en échange, il faut que le narrateur travaille une journée pour lui. Le boulot est douteux et inclut deux parties. Le narrateur accomplit la première moitié, inquiet mais sans trop de difficultés. Durant la deuxième phase Massala-Massala est arrêté par deux hommes qui le conduisent loin de la ville. Là, il est interrogé à propos des clandestins et de Préfet en particulier, puis il est emprisonné. Il reste incarcéré pendant longtemps. avant d’être expulsé de la France, et de revenir dans son pays, les mains vides. Le livre se termine dans l’avion vers l’Afrique.

## Personnages
- Massala-Massala (alias Marcel Bonaventure et Éric Jocelyn-George; Il est le personnage principal)[2],
- Charles Moki (le Parisien, l’Italien; Il est spécialiste vestimentaire, il vend les vêtements aux clandestins, normalement pour quand ils rentrent au pays natal),
- Le père de Moki, Dupond et Dupont (les frères de Moki),
- Adeline (Une jeune femme du village qui se dit enceinte de Massala-Massala),
- Préfet (Il crée les papiers quand les visas des clandestins sont périmés),
- Benos (Conforama; Il est homme d'affaires et spécialiste en électroménager et en hi-fi),
- Boulou (l’Agent immobilier, est spécialiste de l'immobilier, il vend des logements abandonnés),
- Soté le Piocheur (Il est spécialiste des boîtes aux lettres, il vole les chéquiers et les vend aux autres clandestins)

## Thèmes

### L'hospitalité
Une des spécificités de ce roman, par rapport aux autres œuvres sur l'immigration africaine en France, est de dresser un tableau de la vie et des usages dans le pays dit d'« accueil », mais aussi dans le pays dont le héros, Massala-Massala, est originaire.
Le roman rappelle en effet certains rituels traditionnels, et centraux dans plusieurs cultures africaines, qui servent à unir des familles. Quelques aspects de l’hospitalité traditionnelle sont visibles, par exemple dans le traitement de la famille de Massala-Massala envers Adeline, la femme supposément enceinte de l’enfant du narrateur. Quand Adeline partage les nouvelles de sa condition avec le père de Massala-Massala, il l’accueille dans sa maison sans poser de questions. L’hospitalité dans ce cas se définit comme l’invitation au logement indéfini, et c’est souvent le chef de famille qui décide de l’offrir. 
Il existe d’autres rituels de l’hospitalité dans Bleu Blanc Rouge qui à la fois renforcent des traditions africaines et montrent les manières dont elles sont en train de changer—ou même de mourir —à cause de l’urbanisation et de l’immigration. Quand Moki arrive de Paris, par exemple, sa famille fête son retour et reçoit tous les membres de la famille élargie qui déferlent sur le village, leur offrant des cadeaux, de la nourriture, et en leur racontant des histoires à propos de la vie de Moki en France. Traditionnellement les hôtes donnent aux invités un repas, et puis tout le monde se repose en partageant du vin et en participant à la conversation. C'est ainsi que les personnages du roman se conforment aux attentes de l’hospitalité traditionnelle africaine. Mais Mabanckou utilise ces règles de la tradition de l’hospitalité pour exposer les effets de la migration sur ces communautés. Les familles africaines s’attendent aux transferts matériaux et aux cadeaux de leurs hôtes, et leurs attentes augmentent en fonction de la prospérité perçue de l’individu ou de la famille en question. Dans le cas du migrant—illustré par le personnage de Moki en particulier dans Bleu Blanc Rouge—la figure de l’hôte donne l'impression d’être devenue riche à l’étranger. Cette création d’une identité de bienfaiteur fortuné grâce à une vie française vient du rêve « bleu-blanc-rouge »qui est perpétué tout au long du roman et aussi dans les consciences des Africains qui veulent atteindre la vie de luxe parisienne promise. 
En utilisant le personnage d'un immigré africain clandestin comme bouc émissaire, Mabanckou critique l'hospitalité française en suggérant que l'immigré n'a pas d'autre choix que d'intégrer les réseaux de la criminalité clandestine. Dès que le personnage se fait prendre il est automatiquement incarcéré et expulsé du pays. Le manque de compassion et d'hospitalité est ainsi critiqué car le migrant n'est pas considéré comme un invité mais bien un criminel. Une étude explore les interprétations culturelles de l'immigration par la métaphore de l'immigré en tant qu'invité. Elle conclut que l'hospitalité, dans le sens classique du terme, est un geste altruiste de générosité de la part du donneur. 
Il existe d'autres formes de manque d'hospitalité dans le roman, par exemple le manque de soutien dans le cercle clandestin. Pour les immigrés africains, le processus d'assimilation est beaucoup plus complexe, en particulier parce que nombre d'entre eux pense que leurs propres croyances et valeurs sont différentes de celles du pays dans lequel ils se sont installés. Quand ils arrivent, leur seul choix est de s'intégrer dans la société qui devient plus difficile lorsqu'ils n'ont pas de systèmes de soutien. Ce manque d'hospitalité est présent dans Bleu Blanc Rouge dans la façon dont il est accueilli et hébergé. 

### La criminalité
Un des thèmes traités dans Bleu Blanc Rouge est la présence des immigrés africains clandestins à Paris. C’est ainsi un roman qui porte sur la criminalité de ceux qui échappent aux contrôles de la régularisation. Mabanckou présente le monde souterrain de Paris : la société des clandestins africains et celle d'une ville d'activités frauduleuses dont vivent les clandestins. L’un des personnages les plus importants est Moki. Différent de la majorité des clandestins, Moki est celui qui a réussi dans une certaine mesure. Il a pour rôle d'aider les autres sans papiers à voyager et à subsister en France. En faisant cette activité illégale, Moki a acheté une villa et deux voitures pour sa famille au pays. Puisqu'il fait des allers retours fréquents à la ville natale, l'on déduit que Moki a un statut juridique en France. Le père de Moki devient, grâce à la générosité de son fils, un noble dans sa ville natale. Autrement dit, Moki a réalisé son rêve en vendant des rêves à d’autres immigrés illégaux.
Ces immigrés clandestins vivent sans papiers, dans le monde caché de Paris : un monde invisible. Puisque les personnages de ce monde des clandestins n’ont pas d'identités juridiques en France, ils changent leurs noms fréquemment en participant à une activité de subsistance qui consiste à voler les identités et les chéquiers de Français récemment défunts.  Ils doivent non seulement faire face aux obstacles de la survie à Paris, ils doivent faire face à l'interrogatoire de la police à Paris.

### La SAPE et les vêtements
Mabanckou fait plusieurs références à la SAPE dans son œuvre et l’auteur se penche dès le début du roman sur les vêtements, particulièrement les vêtements du père de Moki. On voit beaucoup des changements chez lui en fonction de la manière dont il s’habille. Il quitte ses vêtements traditionnels et commence à porter des costumes plus «parisiens» après le retour de son fils Moki. Moki résume ses convictions pendant le concours de sape : «Le vêtement est notre passeport. Notre religion. La France est le seul pays de la mode parce que c’est le seul endroit au monde où l’habit fait encore le moine». Pour eux, la SAPE est le seul moyen de prendre part à la société, d'être/de devenir Parisien, dans un Paris mythifié,. L'auteur a également confié que dans son enfance, passée à Pointe-Noire, « je ne manquais jamais le retour des Parisiens. En costume Ungaro ou Cerruti, ils défilaient en mobylette pour que nous prenions le temps de les admirer... ».

## Contexte historique du roman

### Le contexte migratoire
Depuis les lendemains de la Première Guerre mondiale, l'émigration de l'Afrique noire vers la France est devenue significative et d'importantes communautés s'y sont progressivement implantées. Après la Seconde Guerre mondiale, les différents territoires de cette Afrique noire deviennent progressivement indépendants, mais traversent des périodes difficiles liées à cette autonomie nouvelle, qui poussent également  une partie de la population à continuer à migrer vers l'ancienne puissance coloniale,. Dans les années 1990, un tel voyage n'a plus un caractère exceptionnel, mais le mythe de la réussite en France subsiste encore dans les pays d'origine,,.

### Les sans-papiers et l'occupation de l'église Saint-Bernard
L’année 1996 a marqué l’histoire des clandestins en France comme une des premières sensibilisations publiques à la vie des sans papiers, et d'une mobilisation pour ces sans-papiers. Le 18 mars 1996, presque 300 Africains sans papiers ont occupé l'église Saint-Ambroise dans le 11e arrondissement de Paris. Il y ont cherché asile pour demander leur régularisation. Cet évènement est reconnu comme la naissance du mouvement des sans papiers. Quelques jours après le 23 mars, le curé a demandé l'évacuation de l'église pour des raisons sanitaires. Le 23 août, le groupe a donc cherché asile dans l'église catholique de Saint-Bernard dedans le 18e arrondissement de Paris. Parmi les occupants, il y avait dix grévistes de la faim qui entament leur 50e jour de grève et 68 mineurs. Des policiers ont haché la porte de l'église pour expulser les clandestins. Après l’expulsion, ils ont été placés dans le centre de rétention de Vincennes.
Comme conséquence des grèves reliées à l'occupation de l'église Saint-Bernard, il y a eu des changements politiques à l'égard des sans papiers en France. Sous le gouvernement de Lionel Jospin, 70.000 étrangers en situation irrégulière ont été régularisés en 1997 et 1998. Pour autant les demandes de régularisations ont été bien plus nombreuses que prévu, émises très souvent par des personnes travaillant au noir depuis des années. Le roman de Mabanckou, publié deux ans après ces événements, fait le portrait de cette immigration clandestine en France. Le titre du roman fait également écho, avec un peu d'ironie, au drapeau français (qui était en couverture).